# Willem I der Nederlanden
Willem Frederik Prins van Oranje-Nassau (Den Haag, 24 augustus 1772 – Berlijn, 12 december 1843) was de eerste koning der Nederlanden uit het huis Oranje-Nassau.
Na de nederlaag van Napoleon in de Slag bij Leipzig op 19 oktober 1813 aanvaardde hij op 2 december dat jaar in Amsterdam de titel van 'soeverein vorst' der Verenigde Nederlanden. Op 16 maart 1815 riep hij zichzelf uit tot koning van het Verenigd Koninkrijk der Nederlanden en hertog van Luxemburg, waarna hij op 21 september 1815 in Brussel werd ingehuldigd als koning. In hetzelfde jaar werd op het Congres van Wenen door de Europese mogendheden besloten om het hertogdom Luxemburg te promoveren tot groothertogdom en Willem te erkennen als groothertog, met bevestiging van de koningstitel. Hiermee was de tweede monarchie der Nederlanden binnen Europa formeel erkend. Het nieuwe koninkrijk moest fungeren als bufferstaat tussen Frankrijk en het Verenigd Koninkrijk. Na de troonsafstand in 1840 noemde Willem I zich koning Willem Frederik, graaf van Nassau.
In Duitsland was hij van 1803 tot 1806 "Fürst" (vorst) van het vorstendom Fulda en Corvey (soms 'Nassau-Oranje-Fulda') genoemd.

## Jeugd en huwelijk
Willem Frederik werd geboren als derde zoon van stadhouder Willem V van Oranje-Nassau en prinses Wilhelmina van Pruisen, een nicht van koning Frederik II van Pruisen. Omdat zijn beide oudere broers in 1769 respectievelijk 1771 niet langer dan een dag hadden geleefd, werd hij de erfprins. Na de dood van zijn vader Willem V in 1806 stond hij tot 1815 bekend als Willem VI.
Willem Frederik stond in 1789-1790 ingeschreven aan de Universiteit Leiden en bewoonde in die tijd het voor hem gehuurde Huis van Leyden aan het Rapenburg. Hij volgde niet het reguliere curriculum, maar de hoogleraar Adriaan Kluit gaf hem privatissima in vaderlandse geschiedenis en historisch staatsrecht.
Hij trouwde in 1791 zijn volle nicht Wilhelmina van Pruisen, een zuster van koning Frederik Willem III van Pruisen. Uit dit huwelijk werden vijf kinderen geboren, onder wie prins Willem Frederik George Lodewijk, de toekomstige koning Willem II der Nederlanden.

## Vorst van Nassau

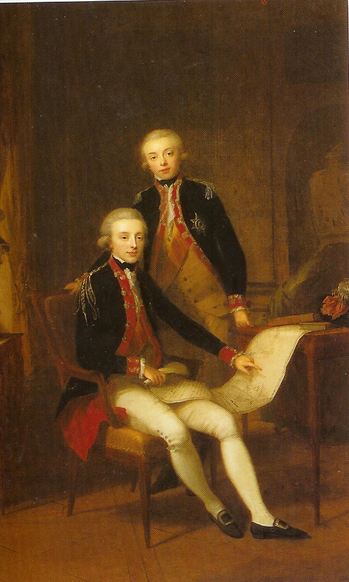
Willem met zijn jongere broer Frederik op 18-jarige leeftijd

### Van Engeland naar Napoleon
In 1793 streed hij als kapitein-generaal tegen de Fransen in de Zuidelijke Nederlanden en Noord-Frankrijk. Aanvankelijk leken de Franse revolutionairen teruggedrongen te zijn, maar ze kwamen terug. In 1795 stond hij als erfprins, 23 jaar oud, aan het hoofd van het Staatse leger tegen de invallers. Toen de Fransen oprukten vluchtte hij met zijn vader naar Engeland. 
In najaar 1797 kocht hij van graaf Bilinski de heerlijkheid Widzin en een jaar later van prins Jablonowski het landgoed Raçot, beide in Posen, dat bij de Poolse deling bij Pruisen was gekomen. Hij beschikte nu over bossen, landbouwgrond en een paardenstoeterij maar door zijn veelvuldige afwezigheid lukte het niet om er een bloeiend bedrijf van te maken.
In augustus 1799 probeerde Willem met Engeland en Rusland het stadhouderlijk gezag te herstellen vanuit Noord-Holland, maar deze militaire actie mislukte. Op 10 oktober 1799 werd een bestand getekend in Alkmaar en een week later waren de Engelse en Russische troepen verdwenen. Er werd wel een flink aantal Bataafse deserteurs, muiters en oorlogsgevangenen naar Engeland getransporteerd, waaruit Willem de Hollandse Brigade formeerde. Zijn vader legde zich neer bij het feit dat de politieke rol van de Oranjes uitgespeeld was. Zo nog niet zoon Willem, die uiteindelijk in 1803 als compensatie voor het verlies van zijn bezittingen in de Nederlanden van Napoleon de voormalige prinsbisdommen Fulda en abdij van Corvey, de abdij Weingarten en de rijksstad Dortmund kreeg. Die samen gingen het vorstendom Fulda en Corvey vormen.
In 1801 probeerde de erfprins via zijn afgezant Maximiliaan d'Hangest een soort eerste consul van de Nederlandse republiek te worden. Omdat de tegemoetkoming door Napoleon op prijs werd gesteld, werd Willem uitgenodigd naar Parijs te komen waar hij op 25 februari 1802 sprak met Napoleon. Voor de functie van eerste consul werd hij afgewezen. Daarnaast vroeg en kreeg hij Duits gebied ter compensatie van de verloren Nederlandse domeinen. Dit waren andere Duitse gebieden dan de stamlanden van Nassau die steeds in het bezit van de Oranjes waren gebleven. Op 23 mei 1802 sloten Frankrijk en Pruisen een verdrag, waarbij Fulda en een aantal andere gebieden (Corvey, Weingarten en Dortmund) aan de prins van Oranje werden toegezegd. Prins Willem V wees deze in zijn ogen geroofde bezittingen verontwaardigd af voor zichzelf en liet ze over aan de erfprins. Op 22 oktober bezetten Pruisische troepen het prinsbisdom om de belangen van Oranje veilig te stellen en op 6 december hield Willem zijn intocht als vorst in Fulda.

### Willem VI, vorst van Nassau-Oranje-Fulda
Op 25 februari 1803 kwam de Reichsdeputationshauptschluss in werking. Hierin werden  de nieuwe grenzen tussen de verschillende Duitse vorstendommen vastgesteld. In paragraaf 12 waren de bepalingen voor de vorsten van Nassau geregeld. De vorst van Nassau-Dillenburg ontving als schadeloosstelling voor het verloren stadhouderschap en zijn domeinen in Nederland en België het volgende: de bisdommen Fulda en Corvey, de rijksstad Dortmund, de abdij Weingarten, de abdijen en proosdijen hoven Sankt Gerold in het land van Weingarten, Bandern in Liechtenstein, Dietkirchen in het Land van Nassau en alle kapittels, abdijen, proosdijen en kloosters in bovengenoemde landen.
Willem nam de volgende titel aan: Vorst van Nassau-Oranje-Fulda

De nieuwe Haagse Nederlandse Courant van 15 januari 1803 meldt dat de nieuwe titel van de prins luidt: Willem, prince van Orange, regerend vorst van Fulda, Corvey, enz., erfprins van Nassau-Dietz.
De gebieden in Zuid-Duitsland waren erg versnipperd en op sommige delen van het gebied van Weingarten had Oostenrijk rechten op de landshoogheid. In 1804 droeg Willem daarom het volgende van zijn  nieuwe landen over aan Oostenrijk:
Bendern, Blumenegg, St.Gerold, Liebenau, de dorpen en hoven in het ambt Bodnegg, goederen binnen het gebied van de rijksstad Lindau, prioraat en voogdij Hofen, de hoven in het dorp Baienfurt, het ambt Ausnang. 

### Van Napoleon naar Pruisen
Na de dood van zijn vader op 8 april 1806 in Brunswijk, werd Willem vorst van Nassau. Willem zou de landen niet in bezit nemen. Op 12 juli 1806 werd de Rijnbond gesloten en een deel van de landen van Willem werd onder de soevereiniteit van andere vorsten geplaatst. Willem was als Napoleons vazal in het vorstendom Fulda niet verschenen en zodoende werd in artikel 24 de heerlijkheid Weingarten bij het koninkrijk Württemberg gevoegd, de graafschappen Siegen, Dillenburg en Hadamar bij het groothertogdom Berg en het graafschap Diez en het aandeel in het dorp Münzfelden aan het hertogdom Nassau. Op dit moment bleven dus nog Fulda, Corvey en Dortmund over. Toen op 6 augustus een einde kwam aan het Heilige Roomse Rijk was Willem theoretisch zelfs soeverein vorst van deze landen. In augustus 1806 besloot Pruisen, dat in de twee voorgaande oorlogen tegen Frankrijk neutraal was gebleven, om zich bij de coalitie te voegen en de oorlog aan Frankrijk te verklaren, vanwege de Franse inmenging in Duitse zaken. Pruisen stelde een ultimatum aan Napoleon dat afliep op 1 oktober 1806. Willem koos voor zijn familiebanden met Pruisen en liep over naar de coalitie tegen Napoleon. De Vierde Coalitieoorlog tegen Napoleon verliep echter dramatisch voor Pruisen. Na de Slag bij Auerstedt werd Willem op 16 oktober te Erfurt in zijn functie van Pruisisch generaal door de Fransen gevangengenomen. Hij werd nog dezelfde dag weer in vrijheid gesteld en vertrok meteen daarna naar Berlijn. In Pruisen moest hij op beschuldiging van lafheid voor de krijgsraad verschijnen. Hij werd noch vrijgesproken, noch veroordeeld. Op 31 oktober ontnam Napoleon de prins vanwege diens verraad bij legerorder zijn vorstendommen. Napoleon schonk hem ter compensatie later een pensioen voor dit verlies, dat in eerste instantie was bedoeld ter compensatie van het verlies van zijn Nederlandse domeinen. Na de Pruisische nederlaag probeerde Willem tevergeefs zijn Duitse bezittingen van Napoleon terug te krijgen. Tot eind 1813 woonde hij met zijn gezin in het Niederländisches Palais in Berlijn.

### Met Pruisen naar de overwinning
Na de nederlaag van Napoleon in 1813 in de Slag bij Leipzig stortte het staatkundige systeem in Midden-Duitsland ineen. De oude situatie werd niet zonder meer hersteld. De meeste gebieden kwamen onder militair bestuur te staan van Rusland, Oostenrijk of Pruisen. Willem werd door zijn banden met Pruisen direct hersteld in de gebieden van vóór 1803. Het napoleontische groothertogdom Berg bestond niet meer en in de Nassause graafschappen Siegen, Dillenburg en Hadamar kon de restauratie direct uitgevoerd worden. Voor het graafschap Diez lag de situatie iets anders, want de hertog van Nassau had zich op tijd bij de geallieerden aangesloten. Toch werd ook dit gebied aan Oranje overgedragen. Uiteindelijk zou de regering van Willem I in Nassau van korte duur zijn. In 1815 werd een verdrag met Pruisen gesloten, waarbij de oude stamlanden van Nassau werden afgestaan in ruil voor het nieuwe groothertogdom Luxemburg.

## Koning der Nederlanden

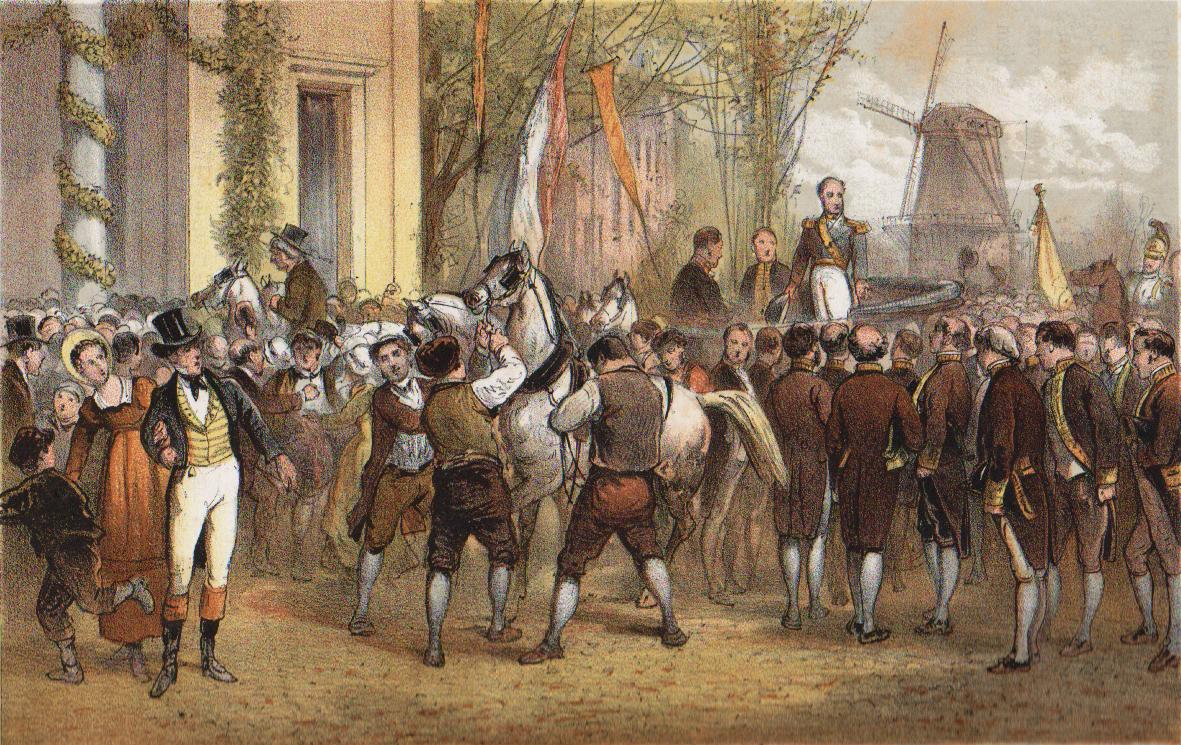
Aankomst van Willem in Amsterdam op 2 december 1813

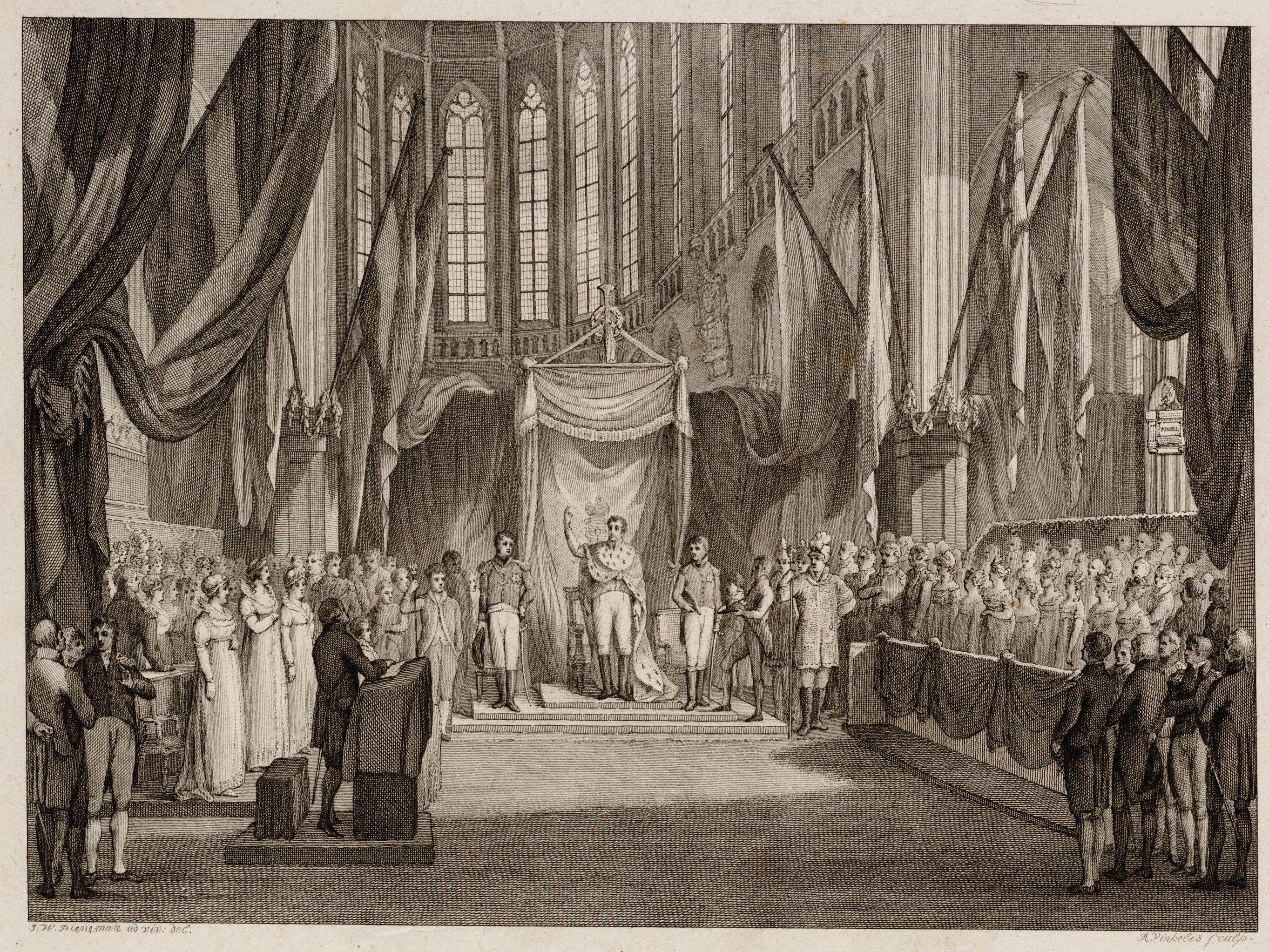
De inhuldiging van Willem als soeverein vorst in de Nieuwe Kerk te Amsterdam

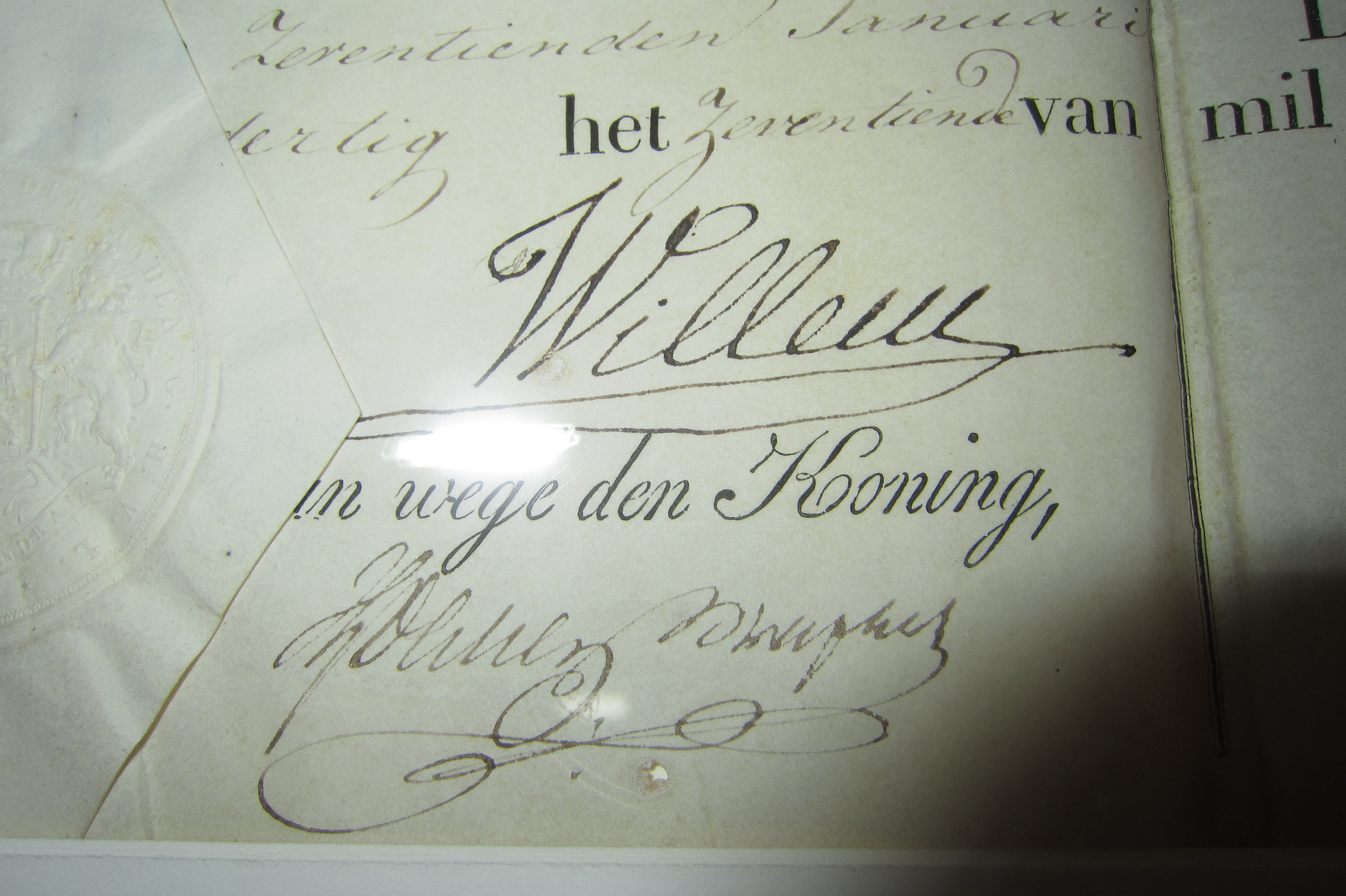
Handtekening van koning Willem I der Nederlanden onder een op 17 januari 1830 opgestelde naturalisatiebrief op perkament. Verzameling Musée Royal de Mariemont, België.

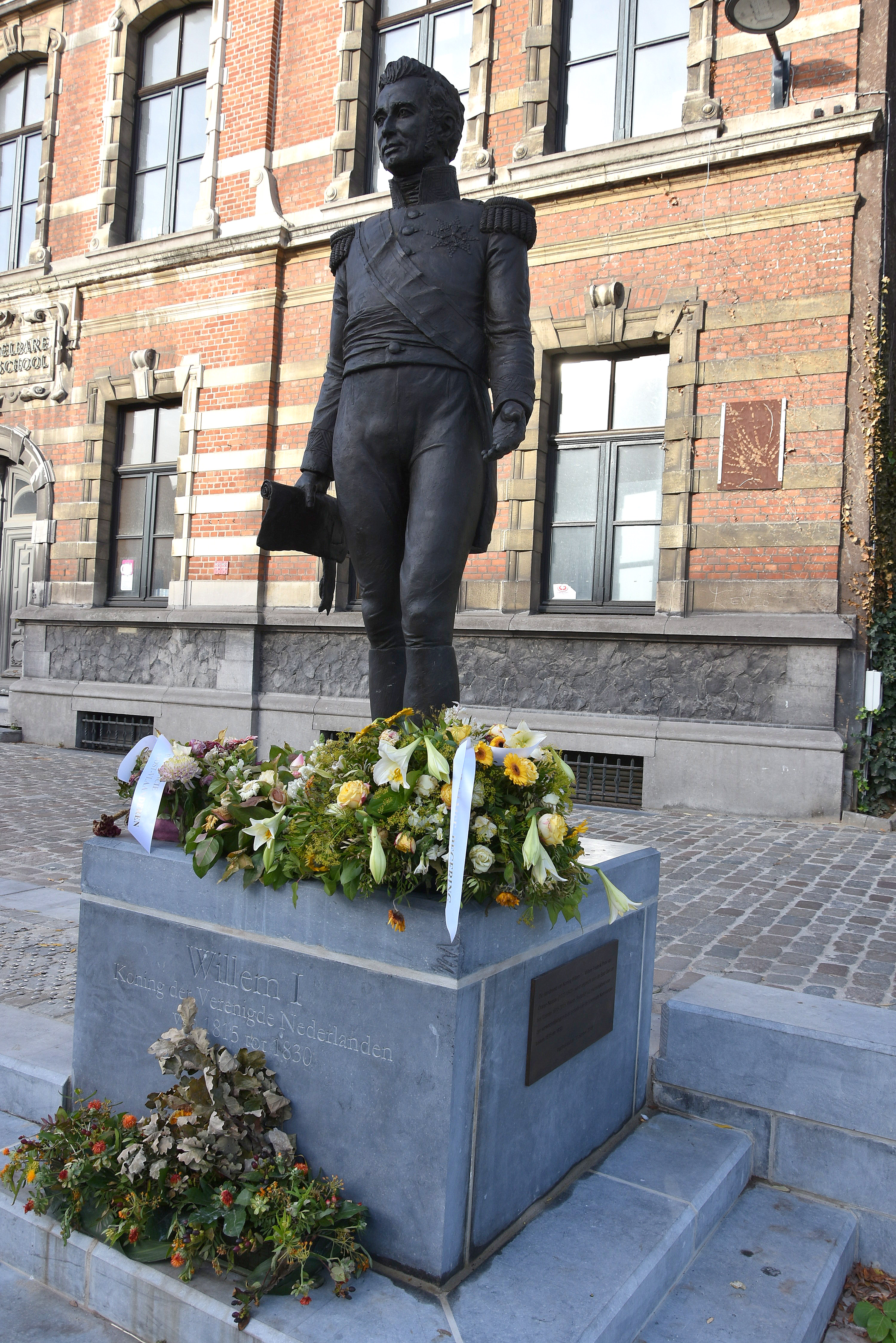
Standbeeld van Willem I te Gent

### November 1813
Nadat de Omwenteling van 1813 in Nederland was uitgebroken kreeg Willem Frederik in Londen een brief van Gijsbert Karel van Hogendorp die hem schreef dat "Nimmer is er zo'n eenstemmigheid geweest als nu het geval is, en nimmer heeft een Prins van Oranje zozeer de wensen van alle partijen op zich verenigd kunnen zien als nu het geval is met Willem VI. (...) Alle burgers van alle gezindten roepen dezelfde Soeverein op." Het schrijven was afkomstig van het provisorisch ingestelde Algemeen bestuur, dat uit de Haagse notabelen Gijsbert Karel van Hogendorp en Frans Adam van der Duyn van Maasdam bestond. Willem aanvaardde hun uitnodiging en het Engelse fregat The Warrior bracht hem naar de kust van Scheveningen. Op 30 november 1813 zette Willem na achttien jaar weer voet op Nederlandse bodem. Met een boerenwagen werd hij uit zee naar het strand gebracht en in een open rijtuig naar Den Haag gereden. Een van de eerste dingen die hij in Nederland deed, was een proclamatie uitvaardigen, waarin hij aankondigde: "Ons gemeene Vaderland is gered: De oude tyden zullen weldra herleeven." Op 1 december dat jaar werd Willem tot soeverein vorst uitgeroepen, wat een dag later door hem werd aanvaard.

### Congres van Wenen
In 1815 keerde Napoleon kortstondig terug en aan Willem werden op het Congres van Wenen de voormalige Oostenrijkse Nederlanden toegezegd (die hij reeds stilzwijgend had bezet). De Nederlanden zouden, zo wensten Engeland en Pruisen, een sterke bufferstaat aan de Franse noordgrens vormen. Op 16 maart 1815 nam soeverein vorst Willem I zelf de titel koning der Nederlanden aan. Hij kreeg als compensatie voor de aan Pruisen afgestane Nassause erflanden (Nassau-Dillenburg, Siegen, Hadamar en Dietz) als privébezit ook Luxemburg en werd daardoor als groothertog van Luxemburg lid van de Duitse Bond. Na de Belgische afscheiding werd hij voor het verlies van Waals Luxemburg als hertog weer gecompenseerd met het restant (de huidige Nederlandse provincie) van Limburg. Voor de inhuldiging in de Nieuwe Kerk is een nog altijd bestaand verguld messing model van een kroon opgesteld, waarvan werd verondersteld dat het de stadhouderlijke begrafeniskroon was. Bij de inhuldiging in Brussel spotte men over een "houten kroon" en ook over de grote hoeveelheid uitgestrooide koperen munten ("de koperen Koning"). Koperen muntjes hadden immers weinig waarde.
Zo ontstond tegen de wil van de meeste Zuid-Nederlanders een Verenigd Koninkrijk der Nederlanden. Een nieuwe grondwet werd opgesteld: Het Zuiden werd mede onder druk van Groot-Brittannië gedwongen samen te gaan met het Noorden (union intime et complète). Willem was tevreden met zijn machtsuitbreiding; Engeland behield Duinkerke als steunpunt op het continent.

### Voortbouwend op Franse tijd
Koning Willem I kon gebruikmaken van de bestuurlijke infrastructuur die het Franse Keizerrijk en het Koninkrijk Holland hadden achtergelaten. De republikeinse inwoners van het noorden waren inmiddels gewend geraakt aan een centraal bestuur met een hofcultuur. Willem I versterkte die cultuur door hoffunctionarissen te benoemen. Er werd ook een nieuwe adel gecreëerd in de noordelijke provincies waar oude adel vrijwel ontbrak of uitgestorven was. Nadat Willem I aan de macht kwam volgde niet een periode van politieke afrekening. De publieke opinie werd na 1813 gedomineerd door een streven naar "vergeven en vergeten". Veel voormalige Nederlanders die ambtenaar waren geweest in het keizerrijk kregen een positie in zijn ministerraad, waarvan Cornelis Felix van Maanen een van de bekendsten was. In totaal hadden achttien van zijn 39 ministers uit de periode 1814-1830 een functie bekleed in het Franse keizerrijk. De koning zag zijn ministers als zijn "dienaren" en achtte zichzelf verantwoordelijk, ondanks het feit dat zijn koninklijke besluiten steeds door ministers werden medeondertekend; contrasigneren. Vastgesteld kan worden dat de basis voor zijn koningschap door Napoleon al was gelegd. De initiatieven die door Napoleon in gang waren gezet rond de verbetering van de infrastructuur, met name de waterwegen zoals een havenkanaal voor Middelburg, en de overdracht van de kerken aan de belangrijkste religieuze groep ter plaatse, werden door Willem I voortgezet. Later ontwikkelde hij zich meer en meer als autoritaire vorst omdat hij zich door de Staten-Generaal gedwarsboomd zag in zijn ideeën.

### Regeren uit Den Haag en Brussel
De regering zou om het jaar in 's-Gravenhage en in Brussel resideren. Voor de koning werd een nieuw Koninklijk Paleis in Brussel gebouwd. Willem I kon zodoende beschikken over een stadsresidentie te Brussel, in Amsterdam over het Paleis op de Dam en in Den Haag over Paleis Noordeinde. Verder stonden het Kasteel van Laken, Huis ten Bosch en Paleis Het Loo tot zijn beschikking. Een aantal Oranjeresidenties had de Franse tijd niet overleefd. De prins van Oranje kreeg de beschikking over stadspaleizen te Brussel en Den Haag en verkreeg het buitenverblijf te Tervuren en Paleis Soestdijk in eigendom. De voertaal van het hof was meest Frans. Wetten werden in het Frans en in het Nederlands uitgevaardigd. De uitvoerende bestuurstaal volgde de taalgrens, wat bij de verfranste burgerij in het zuiden nogal wat weerstand opriep.

### Koopman-koning
Willem handhaafde als absoluut monarch en verlicht despoot de hervormingen uit de Franse Tijd. Willem was een ondernemer die sterk investeerde in de industrie in het zuiden van zijn land. Hij was oprichter en aandeelhouder van de Algemeene Nederlandsche Maatschappij ter Begunstiging van de Volksvlijt. In 1830 werd dit de Belgische Generale Maatschappij. In 1824 stichtte hij de Nederlandsche Handel-Maatschappij.  

### Kanalenkoning
Willem I wordt ook wel de kanalenkoning genoemd. In de Nederlanden, met name in het noorden, was de belangrijkste methode van transport vervoer over water. Nieuwe kanalen en wegen werden in zijn opdracht aangelegd. Het is onbekend of hij de kanalen liet aanleggen om daarmee de Nederlanden economisch te ontwikkelen. Hiervoor ontbreekt elk schriftelijk bewijs. De bouw van de kanalen was in elk geval niet zijn eigen initiatief. De plannen voor het Noordhollandsch Kanaal ontstonden bijvoorbeeld in het ministerie van Marine en die voor het Kanaal door Voorne kwamen van de marinetop. Tussen 1815 en 1832 bereikte de kanalenbouw een hoogtepunt. Er werd 481 kilometer aan kanalen aangelegd, waarvan 290 kilometer over Noord-Nederlands grondgebied. Tijdens zijn koningschap zijn de volgende kanalen aangelegd (of is met de bouw begonnen):
- Kanaal van Steenenbroek, niet voor de scheepvaart maar een afwateringskanaal bij Gorinchem van de Linge.[12]
- Kanaal Charleroi-Brussel, in 1823 in opdracht gegeven aan Jean-Baptiste Joseph Vifquain om de bestaande ontwerpen voort te zetten. De aanleg werd in 1827 gestart.
- Noordhollandsch Kanaal, verreweg het duurste Nederlandse infrastructurele project uit de eerste helft van de negentiende eeuw. Het kanaal werd tussen 1819 en 1824 aangelegd.
- Zuid-Willemsvaart, dit 123 kilometer lange kanaal tussen 's-Hertogenbosch en Maastricht is vernoemd naar Willem I. Al in 1778 werd hiervoor het eerste plan aangedragen ter vervanging van de scheepvaart op de Maas. Het werd in 1826 geopend.
- Kanaal Gent-Terneuzen, in 1823 besloot Willem I tot de aanleg.
- Kanaal door Voorne, tussen het Haringvliet bij Hellevoetsluis en de Brielse Maas bij Nieuwesluis. Het kwam in 1830 gereed. De plannen kwamen uit de koker van de in Rotterdam werkende marineofficier Job Seaburne May, en Willem I gaf de opdracht. Het kanaal werd nodig geacht omdat de Maasmonding zozeer verzand was dat zeeschepen vanuit de Noordzee niet meer rechtstreeks naar Rotterdam konden varen.
- Norgervaart, deze vaart stamt uit 1819 en aangelegd als aftakking van de Drentsche Hoofdvaart en gaat over in de Kolonievaart.

De werkzaamheden aan een kanaal dat dwars door het toenmalige eiland Marken naar Amsterdam zou worden aangelegd, werd in de beginfase stopgezet.
Investeringen in zulke grote nationale projecten deed hij bij politieke tegenstand buiten de begroting om met behulp van het Amortisatiesyndicaat, waarin de kroondomeinen tot zekerheid waren ondergebracht. Winsten waren op deze wijze in zijn voordeel, verlies belastte deze staatseigendommen. Willem steunde William Cockerill in 1817 in Seraing bij de bouw van de grootste stoommachinefabriek in Europa. In 1820 bouwde dat bedrijf zijn eerste stoomboot en in 1835 zijn eerste stoomlocomotief. De steun zou Cockerill bij de Belgische Revolutie niet in dank afgenomen worden. Willem was de eerste kapitalistische heerser van Europa, die met enigszins moderne methoden zijn inkomsten enorm vergrootte terwijl de arbeidersklasse verpauperde. Een derde van de bevolking van Amsterdam leefde vanaf de Franse tijd van de kerkelijke en burgerlijke armenzorg, die overigens door buitenlanders in vergelijking met andere Europese landen als tamelijk royaal werd gezien. Hij maakte werk van de invoering van het metrieke stelsel. Hij wilde van het Verenigd Koninkrijk der Nederlanden een moderne en verlichte eenheidsstaat maken. Zijn hervormingen op godsdienstig en taalkundig gebied ondervonden veel weerstand.
In 1827 ontstond het plan een kanaal door de landengte van Panama in Groot-Colombia te graven; koning Willem I werd enthousiast. Hij richtte in 1828 de Westindische Maatschappij op, voor het overgrote deel familiebezit. In 1830 is het plan opgegeven.

## Cultureel beleid en Belgische afscheiding

Monogram van koning Willem I

In 1815 waren er 218.000 analfabeten in het Zuiden, vergeleken met slechts 23.000 in het Noorden. De inspanningen van Willem I concentreerden zich op dit gebied: tijdens zijn 15-jarige regering werden in het zuiden 1.500 scholen gebouwd waar onderwijs werd gegeven in de volkstaal. Nederlands was de schooltaal in Vlaanderen en Brussel. Frans werd gebruikt in Wallonië. Het aantal basisschoolleerlingen in de zuidelijke provincies verdubbelde van 150.000 naar 300.000.
Het Franstalige ambtenarenapparaat in het Zuiden reageerde negatief op de implementatie van de Nederlandse taal in het leger, de overheid en op de school. Niet alleen Wallonië was Franstalig, de burgerij in Vlaanderen sprak meestal ook Frans. In Vlaanderen werd Nederlands nu de officiële taal, tot ongenoegen van de verfranste burgerij. 
Ook de staatscontrole op het curriculum van de katholieke seminaries kwam Willem I op verzet te staan. De sterk op Frankrijk gerichte rooms-katholieke kerkelijke elite wilde zich, ondanks het met de Heilige Stoel uitonderhandelde concordaat, niet onderwerpen aan deze modernistische protestantse vorst. Toen op 25 augustus 1830 een nationalistische opera in Brussel werd opgevoerd (De Stomme van Portici), brak in Brussel de Belgische Revolutie uit, die onder sterke militaire steun van Frankrijk uitmondde in een onafhankelijk koninkrijk België.
Willem stuurde in 1831 een leger naar België om Brussel te heroveren. Het stond onder opperbevel van kroonprins Willem en onder andere onder bevel van de tweede zoon van de koning, Frederik en Karel Bernhard van Saksen-Weimar-Eisenach. Deze Tiendaagse Veldtocht moest ondanks initiële militaire successen worden stopgezet, omdat koning Lodewijk Filips I van Frankrijk troepen stuurde om de intussen beëdigde koning Leopold I van België te helpen. Hoewel de beslissing van Willem om België binnen te vallen veel bekritiseerd is, bereikte hij er wel gunstige nieuwe territoriale voorwaarden mee. De internationale mogendheden concludeerden dat België kwetsbaar was als koninkrijk en drongen aan op nieuwe onderhandelingen met gunstiger voorwaarden voor Noord-Nederland. Dit leidde uiteindelijk tot het Verdrag der XXIV Artikelen met de aansluiting van Oostelijk Limburg bij Nederland, een verdrag dat overigens pas in 1839 door Willem I geaccepteerd zou worden. Indirect kan dus gesteld worden dat Nederlands Limburg zijn status als Nederlands gebied aan de koppigheid van Willem I te danken heeft.
De Belgische koning die Duits, Russisch, Engels en Frans sprak, maar geen Nederlands dat hij voor een Duits dialect hield, had diplomatiek een grote alliantie. Hij had in zijn jeugd aan het Russische hof gediend, was de weduwnaar van een Engelse troonopvolgster en zou trouwen met een Franse koningsdochter. Willem werd onder grote diplomatieke druk verplicht de onafhankelijkheid van het koninkrijk België te aanvaarden. Hoewel Willem de steun van de grootmachten verloor, bleef hij zich koppig tegen vrede verzetten. De koopman-koning maakte de staat praktisch bankroet met zijn volhardingspolitiek en zijn reputatie als betrouwbaar financieel genie kreeg een deuk. In 1839 erkende hij uiteindelijk de jonge Belgische staat. De afscheiding vereiste een grondwetswijziging, waarbij de strafrechtelijke verantwoordelijkheid voor de ministers werd ingevoerd (1840). Dit was een inperking van 's konings macht en Willem vond dat te ver gaan.

## Abdicatie en laatste jaren

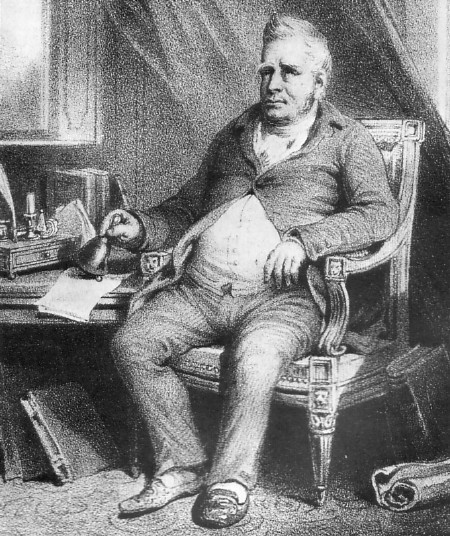
Willem I geportretteerd enkele dagen voor zijn overlijden

Akte van abdicatie van koning Willem I

In 1840 had Willem I het voornemen om te hertrouwen met de katholieke Belgische gravin Henriette d'Oultremont de Wégimont, een voormalige hofdame van Willems eerste echtgenote Wilhelmina. Willems voornemen om met de gravin in het huwelijk te treden leidde tot veel publieke verontwaardiging en was de uiteindelijke reden voor zijn abdicatie op 7 oktober 1840. Een maand na de afkondiging van de nieuwe grondwet trad Willem I af en verhuisde hij naar Berlijn. Hij behield zijn koninklijke rang en zijn aanspreektitel werd: Zijne Majesteit de graaf van Nassau. Hij woonde eerst bij zijn dochter Marianne en betrok later het nog altijd aan hem toebehorende Niederländisches Palais. In Berlijn trouwde hij op 17 februari 1841 met Henriëtte d'Oultremont de Wégimont. Hoewel ze van vaderskant afstamde uit een Waalse adellijke familie was zij in Maastricht geboren en daarmee Nederlandse van nationaliteit. Zijn oudste zoon, inmiddels koning, bleef zich na de huwelijksvoltrekking tegen de verbintenis verzetten en deelde zijn vader mee dat het huwelijk in Nederland ongeldig was. Zijn vader kondigde daarop aan in Den Haag opnieuw met haar in het huwelijk te treden. Om een publiek schandaal te voorkomen gaven Willem II en zijn ministers alsnog toe en werd het huwelijk op 2 oktober 1841 - zonder daar enige ruchtbaarheid aan te geven - bijgeschreven in de burgerlijke stand van de Nederlandse hofstad. Willem ging met zijn nieuwe echtgenote wonen in het Nederlandse paleis aan de Unter den Linden in Berlijn.
Willems abdicatie betekende niet het einde van zijn betrokkenheid bij de rijksfinanciën. Hij leende de staat tien miljoen gulden tegen 3% rente om bankroet te voorkomen.
Op 12 december 1843 overleed Willem in Berlijn op 71-jarige leeftijd. Zijn stoffelijk overschot werd op 2 januari 1844 bijgezet in de Koninklijke Grafkelder in de Nieuwe Kerk in Delft. Na zijn overlijden werd zijn te verdelen boedel gewaardeerd op ongeveer 30 miljoen gulden, op enkele twijfelachtige investeringen na die gemeenschappelijk bezit van zijn kinderen bleven.
Willem I was overgrootvader toen hij overleed; een maand voor de abdicatie was zijn kleinzoon, de latere koning Willem III, vader geworden van de erfopvolger Willem (Wiwill). De enige keer dat de vier generaties samen in het openbaar waren verschenen, was bij de doop van Wiwill in 1840.

## Willem I en Gent

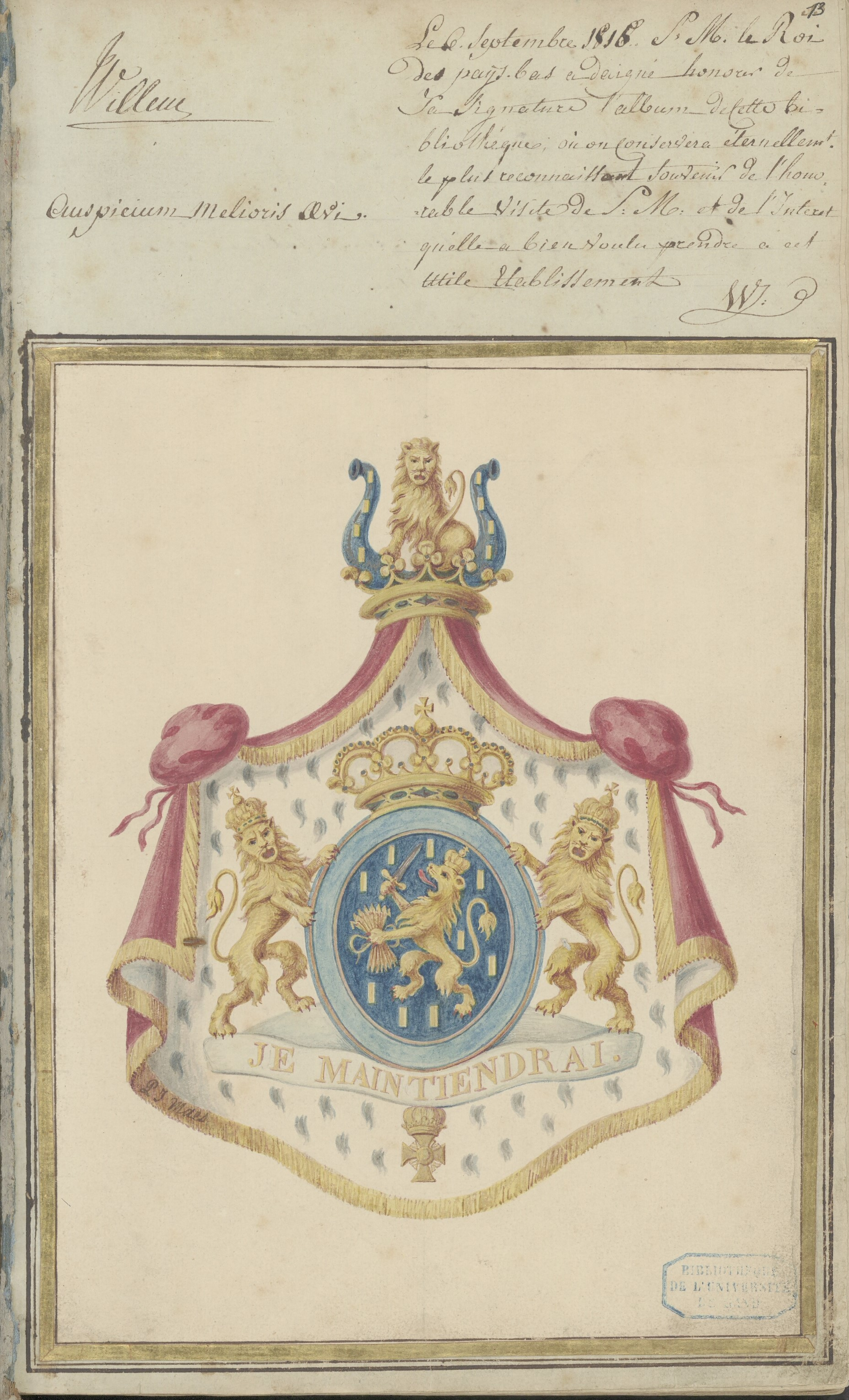
Fragment uit het Guldenboek van stads- en universiteitsbibliotheek van Gent. De afbeelding geeft het blazoen van Willem I en zijn handtekening weer naar aanleiding van zijn Blijde Intrede in Gent op 6 september 1815.

Op 20 oktober 2018 werd aan de Reep te Gent een standbeeld van Willem I onthuld. Initiatiefnemer hiervoor was het Comité 1815-2015. Willem Bedankt! onder leiding van de Groot-Nederlandsgezinde professor Alexander Evrard. Ze herdenken hiermee de 200e verjaardag van zijn troonsbestijging en onderstrepen zijn belang voor de ontwikkeling van de stad. Hij stichtte de Universiteit Gent in 1817 en verkoos, ondanks sterke druk, Gent en niet Brugge als locatie. In 1823 nam hij de beslissing om het kanaal Gent-Terneuzen aan te laten leggen.

## Titels
Naast koning der Nederlanden droeg Willem I de titels prins van Oranje-Nassau, vorst van Fulda (1803–1806), graaf van Corvey, Weingarten en Dortmund (1802–1806) en later als Willem I soeverein vorst van het Soeverein Vorstendom der Verenigde Nederlanden (1813–1815), hertog van Luxemburg (1815), groothertog van Luxemburg (1815–1840) en hertog van Limburg (1839–1840). Na zijn abdicatie nam hij de titel en naam koning Willem Frederik graaf van Nassau aan.

## Wapen

Soeverein Vorst van de Nederlanden

Het wapen van Willem I der Nederlanden als soeverein vorst der Nederlanden werd vastgesteld op 14 januari 1814. Het wapenschild was een herinnering aan dat van Maurits en Frederik Hendrik. Het wapen was gekartileerd van de republiek en de wapenschilden van de Oranjes.
Uit de erfenis der Oranjes is Chalon, de jachthoorn van Orange en Genève, terug te zien. Een combinatie die ook in het wapen van de Vader des Vaderlands al een prominente plaats had ingenomen. De leeuw van Nassau, een gouden leeuw op een blauw veld dat bezaaid is met gouden balken, is als hartschild geplaatst.
Uit de erfstadhouderlijke erfenis van zijn vader Willem V nam de soevereine vorst de kroon en de schildhoudende leeuwen en het devies "Je Maintiendrai" over. Rond het schild hing een afgeleide van de Pruisische Hoge Orde van de Zwarte Adelaar, de soevereine vorst bezat immers nog geen eigen ridderorde. 
Het wapen deed slechts twintig maanden dienst, want op 24 augustus 1815 nam Willem Frederik die nu koning Willem I der Nederlanden was een nieuw wapen aan.

## Kinderen
- Willem Frederik George Lodewijk (1792-1849). De latere koning Willem II. Huwde met Anna Paulowna van Rusland.
- Willem Frederik Karel (1797-1881)
- Wilhelmina Frederika Louise Paulina Charlotte (1800-1806)
- Levenloos geboren zoon (30 augustus 1806)
- Wilhelmina Frederica Louisa Charlotte Marianne (1810–1883). Huwde met haar volle neef Albert van Pruisen (1809-1872), scheidde van hem in 1845. Veroorzaakte een schandaal toen zij in 1849 op Sicilië beviel van een zoon van haar secretaris Johannes van Rossum.[23].

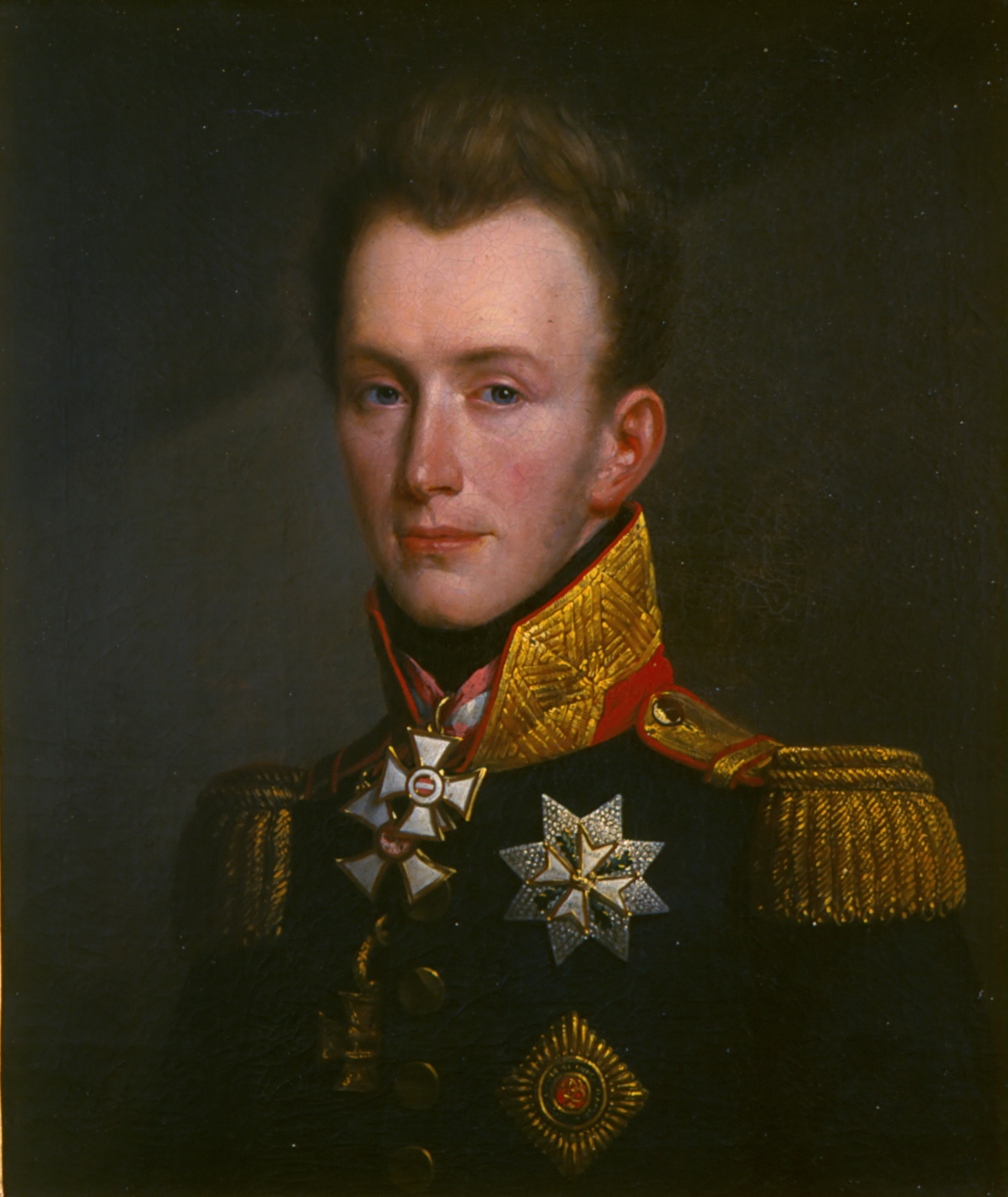
Willem Frederik George Lodewijk
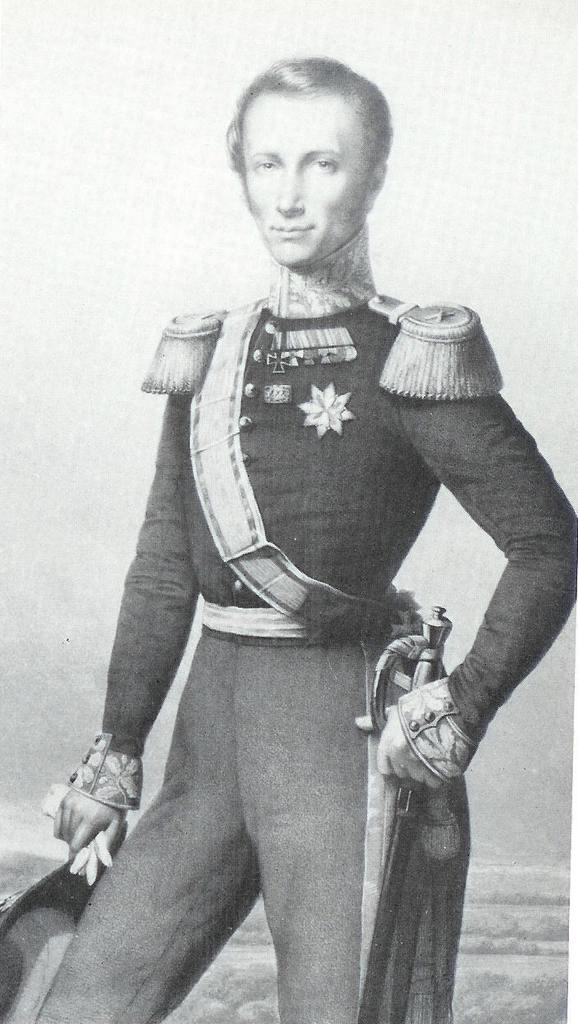
Willem Frederik Karel
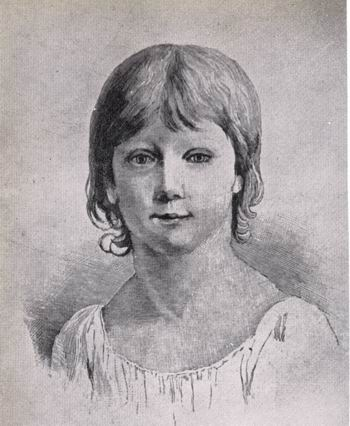
Wilhelmina Frederika Louise Paulina Charlotte
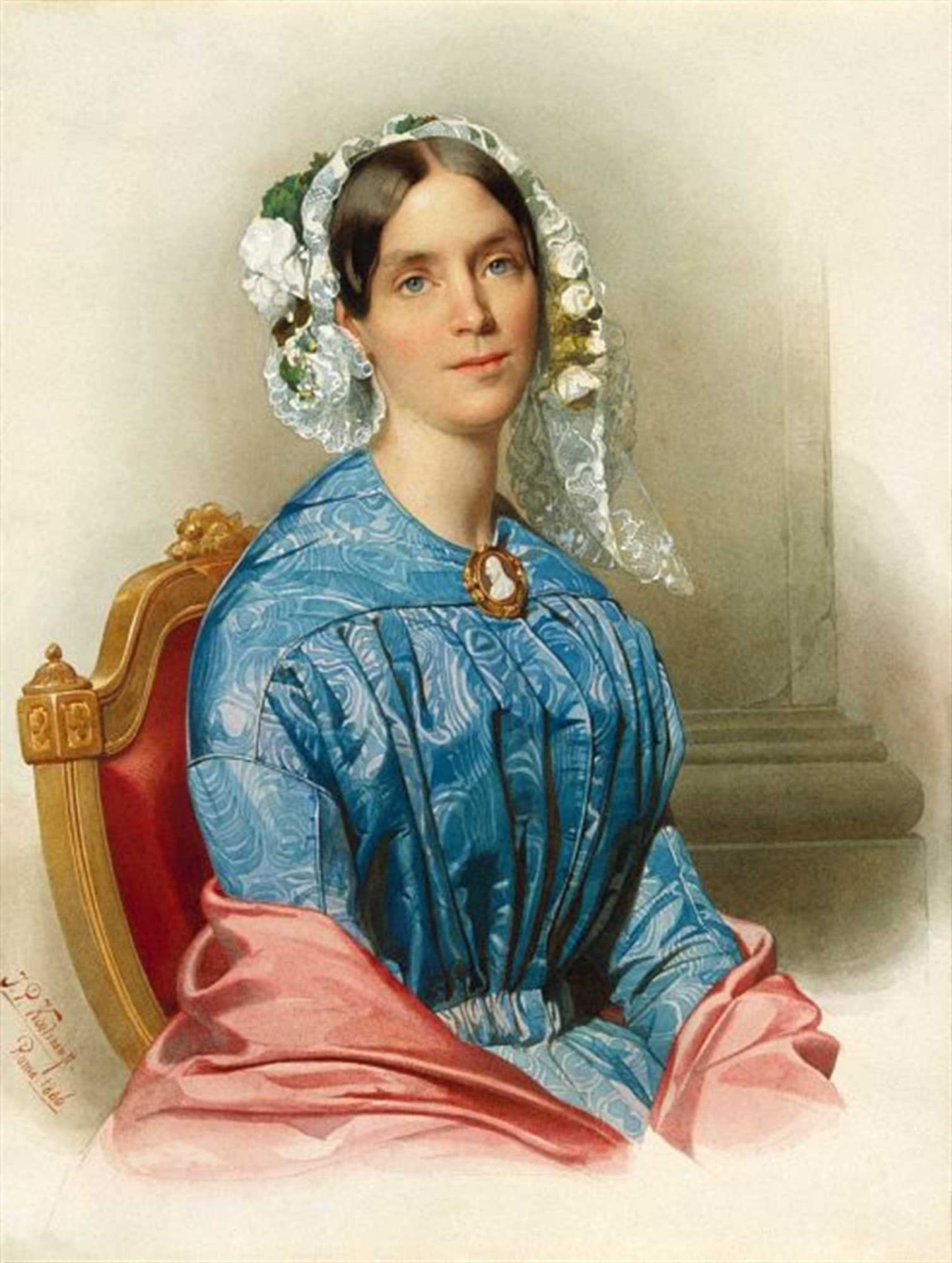
Wilhelmina Frederica Louisa Charlotte Marianne

### Julie von der Goltz
Tussen 1807 en 1812 werd Willem vader van vier kinderen (twee dochters en twee zonen) die verwekt waren bij een vrouw die in het doopregister Maria Dorothea Hoffmann wordt genoemd. Dit zou mogelijk hofdame Julie von der Goltz (1780-1841) zijn geweest, ofwel: Juliane Karoline Philippine von der Goltz, dochter van Karl Franz von der Goltz (1740-1804), de Pruisische minister van oorlog. De kinderen kregen de achternaam Von Dietz, naar een van de titels van Willem I (graafschap Diez). Deze kinderen werden financieel ondersteund met het door Willem I opgerichte, en in 1856 geliquideerde, Von Jasmund Fonds dat een vast inkomen van 10.000 gulden per jaar opleverde.
Een van die kinderen was Wilhelmina Maria von Dietz, die in Berlijn gedoopt werd. Ze overleed in 1836 bij de geboorte van een zoon. Het restant van het Von Jasmund Fonds werd bij de liquidatie in 1856 uitgekeerd aan haar toen meerderjarige zoon, uit haar huwelijk met C.A.I. von Jasmund.

## Kwartierstaat
| Johan Willem Friso van Nassau-Dietz (1687–1711) | Johan Willem Friso van Nassau-Dietz (1687–1711) | Johan Willem Friso van Nassau-Dietz (1687–1711) | Johan Willem Friso van Nassau-Dietz (1687–1711) | Johan Willem Friso van Nassau-Dietz (1687–1711) | Johan Willem Friso van Nassau-Dietz (1687–1711) | Maria Louise van Hessen-Kassel (1688-1765) | Maria Louise van Hessen-Kassel (1688-1765) | Maria Louise van Hessen-Kassel (1688-1765) | Maria Louise van Hessen-Kassel (1688-1765) | Maria Louise van Hessen-Kassel (1688-1765) | Maria Louise van Hessen-Kassel (1688-1765) |                                        |                                        | George II van Groot-Brittannië (1683-1760) | George II van Groot-Brittannië (1683-1760) | George II van Groot-Brittannië (1683-1760) | George II van Groot-Brittannië (1683-1760) | George II van Groot-Brittannië (1683-1760) | George II van Groot-Brittannië (1683-1760) | Caroline van Brandenburg-Ansbach (1683-1737) | Caroline van Brandenburg-Ansbach (1683-1737) | Caroline van Brandenburg-Ansbach (1683-1737) | Caroline van Brandenburg-Ansbach (1683-1737) | Caroline van Brandenburg-Ansbach (1683-1737) | Caroline van Brandenburg-Ansbach (1683-1737) |                                      |                                      | Frederik Willem I van Pruisen (1688-1740) | Frederik Willem I van Pruisen (1688-1740) | Frederik Willem I van Pruisen (1688-1740) | Frederik Willem I van Pruisen (1688-1740) | Frederik Willem I van Pruisen (1688-1740) | Frederik Willem I van Pruisen (1688-1740) | Sophia Dorothea van Hannover (1687-1757)             | Sophia Dorothea van Hannover (1687-1757)             | Sophia Dorothea van Hannover (1687-1757)             | Sophia Dorothea van Hannover (1687-1757)             | Sophia Dorothea van Hannover (1687-1757)             | Sophia Dorothea van Hannover (1687-1757)             |                                    |                                    | Ferdinand Albrecht II van Brunswijk-Wolfenbüttel (1680-1735) | Ferdinand Albrecht II van Brunswijk-Wolfenbüttel (1680-1735) | Ferdinand Albrecht II van Brunswijk-Wolfenbüttel (1680-1735) | Ferdinand Albrecht II van Brunswijk-Wolfenbüttel (1680-1735) | Ferdinand Albrecht II van Brunswijk-Wolfenbüttel (1680-1735) | Ferdinand Albrecht II van Brunswijk-Wolfenbüttel (1680-1735) | Antoinette Amalia van Brunswijk-Wolfenbüttel (1696-1762) | Antoinette Amalia van Brunswijk-Wolfenbüttel (1696-1762) | Antoinette Amalia van Brunswijk-Wolfenbüttel (1696-1762) | Antoinette Amalia van Brunswijk-Wolfenbüttel (1696-1762) | Antoinette Amalia van Brunswijk-Wolfenbüttel (1696-1762) | Antoinette Amalia van Brunswijk-Wolfenbüttel (1696-1762) |  |  |  |  |  |  |  |  |  |  |  |  |  |  |  |  |  |  |  |  |  |  |  |  |  |  |  |  |  |  |  |  |  |  |  |  |  |  |  |  |  |  |  |  |  |  |  |  |
| Johan Willem Friso van Nassau-Dietz (1687–1711) | Johan Willem Friso van Nassau-Dietz (1687–1711) | Johan Willem Friso van Nassau-Dietz (1687–1711) | Johan Willem Friso van Nassau-Dietz (1687–1711) | Johan Willem Friso van Nassau-Dietz (1687–1711) | Johan Willem Friso van Nassau-Dietz (1687–1711) | Maria Louise van Hessen-Kassel (1688-1765) | Maria Louise van Hessen-Kassel (1688-1765) | Maria Louise van Hessen-Kassel (1688-1765) | Maria Louise van Hessen-Kassel (1688-1765) | Maria Louise van Hessen-Kassel (1688-1765) | Maria Louise van Hessen-Kassel (1688-1765) |                                        |                                        | George II van Groot-Brittannië (1683-1760) | George II van Groot-Brittannië (1683-1760) | George II van Groot-Brittannië (1683-1760) | George II van Groot-Brittannië (1683-1760) | George II van Groot-Brittannië (1683-1760) | George II van Groot-Brittannië (1683-1760) | Caroline van Brandenburg-Ansbach (1683-1737) | Caroline van Brandenburg-Ansbach (1683-1737) | Caroline van Brandenburg-Ansbach (1683-1737) | Caroline van Brandenburg-Ansbach (1683-1737) | Caroline van Brandenburg-Ansbach (1683-1737) | Caroline van Brandenburg-Ansbach (1683-1737) |                                      |                                      | Frederik Willem I van Pruisen (1688-1740) | Frederik Willem I van Pruisen (1688-1740) | Frederik Willem I van Pruisen (1688-1740) | Frederik Willem I van Pruisen (1688-1740) | Frederik Willem I van Pruisen (1688-1740) | Frederik Willem I van Pruisen (1688-1740) | Sophia Dorothea van Hannover (1687-1757)             | Sophia Dorothea van Hannover (1687-1757)             | Sophia Dorothea van Hannover (1687-1757)             | Sophia Dorothea van Hannover (1687-1757)             | Sophia Dorothea van Hannover (1687-1757)             | Sophia Dorothea van Hannover (1687-1757)             |                                    |                                    | Ferdinand Albrecht II van Brunswijk-Wolfenbüttel (1680-1735) | Ferdinand Albrecht II van Brunswijk-Wolfenbüttel (1680-1735) | Ferdinand Albrecht II van Brunswijk-Wolfenbüttel (1680-1735) | Ferdinand Albrecht II van Brunswijk-Wolfenbüttel (1680-1735) | Ferdinand Albrecht II van Brunswijk-Wolfenbüttel (1680-1735) | Ferdinand Albrecht II van Brunswijk-Wolfenbüttel (1680-1735) | Antoinette Amalia van Brunswijk-Wolfenbüttel (1696-1762) | Antoinette Amalia van Brunswijk-Wolfenbüttel (1696-1762) | Antoinette Amalia van Brunswijk-Wolfenbüttel (1696-1762) | Antoinette Amalia van Brunswijk-Wolfenbüttel (1696-1762) | Antoinette Amalia van Brunswijk-Wolfenbüttel (1696-1762) | Antoinette Amalia van Brunswijk-Wolfenbüttel (1696-1762) |  |  |  |  |  |  |  |  |  |  |  |  |  |  |  |  |  |  |  |  |  |  |  |  |  |  |  |  |  |  |  |  |  |  |  |  |  |  |  |  |  |  |  |  |  |  |  |  |
|                                                 |                                                 |                                                 |                                                 |                                                 |                                                 |                                            |                                            |                                            |                                            |                                            |                                            |                                        |                                        |                                            |                                            |                                            |                                            |                                            |                                            |                                              |                                              |                                              |                                              |                                              |                                              |                                      |                                      |                                           |                                           |                                           |                                           |                                           |                                           |                                                      |                                                      |                                                      |                                                      |                                                      |                                                      |                                    |                                    |                                                              |                                                              |                                                              |                                                              |                                                              |                                                              |                                                          |                                                          |                                                          |                                                          |                                                          |                                                          |  |  |  |  |  |  |  |  |  |  |  |  |  |  |  |  |  |  |  |  |  |  |  |  |  |  |  |  |  |  |  |  |  |  |  |  |  |  |  |  |  |  |  |  |  |  |  |  |
|                                                 |                                                 |                                                 |                                                 | Willem IV van Oranje-Nassau (1711-1751)         | Willem IV van Oranje-Nassau (1711-1751)         | Willem IV van Oranje-Nassau (1711-1751)    | Willem IV van Oranje-Nassau (1711-1751)    | Willem IV van Oranje-Nassau (1711-1751)    | Willem IV van Oranje-Nassau (1711-1751)    |                                            |                                            |                                        |                                        |                                            |                                            | Anna van Hannover (1709-1759)              | Anna van Hannover (1709-1759)              | Anna van Hannover (1709-1759)              | Anna van Hannover (1709-1759)              | Anna van Hannover (1709-1759)                | Anna van Hannover (1709-1759)                |                                              |                                              |                                              |                                              |                                      |                                      |                                           |                                           |                                           |                                           | August Willem van Pruisen (1722—1758)     | August Willem van Pruisen (1722—1758)     | August Willem van Pruisen (1722—1758)                | August Willem van Pruisen (1722—1758)                | August Willem van Pruisen (1722—1758)                | August Willem van Pruisen (1722—1758)                |                                                      |                                                      |                                    |                                    |                                                              |                                                              | Amalia van Brunswijk-Wolfenbüttel (1722-1780)                | Amalia van Brunswijk-Wolfenbüttel (1722-1780)                | Amalia van Brunswijk-Wolfenbüttel (1722-1780)                | Amalia van Brunswijk-Wolfenbüttel (1722-1780)                | Amalia van Brunswijk-Wolfenbüttel (1722-1780)            | Amalia van Brunswijk-Wolfenbüttel (1722-1780)            |                                                          |                                                          |                                                          |                                                          |  |  |  |  |  |  |  |  |  |  |  |  |  |  |  |  |  |  |  |  |  |  |  |  |  |  |  |  |  |  |  |  |  |  |  |  |  |  |  |  |  |  |  |  |  |  |  |  |
|                                                 |                                                 |                                                 |                                                 | Willem IV van Oranje-Nassau (1711-1751)         | Willem IV van Oranje-Nassau (1711-1751)         | Willem IV van Oranje-Nassau (1711-1751)    | Willem IV van Oranje-Nassau (1711-1751)    | Willem IV van Oranje-Nassau (1711-1751)    | Willem IV van Oranje-Nassau (1711-1751)    |                                            |                                            |                                        |                                        |                                            |                                            | Anna van Hannover (1709-1759)              | Anna van Hannover (1709-1759)              | Anna van Hannover (1709-1759)              | Anna van Hannover (1709-1759)              | Anna van Hannover (1709-1759)                | Anna van Hannover (1709-1759)                |                                              |                                              |                                              |                                              |                                      |                                      |                                           |                                           |                                           |                                           | August Willem van Pruisen (1722—1758)     | August Willem van Pruisen (1722—1758)     | August Willem van Pruisen (1722—1758)                | August Willem van Pruisen (1722—1758)                | August Willem van Pruisen (1722—1758)                | August Willem van Pruisen (1722—1758)                |                                                      |                                                      |                                    |                                    |                                                              |                                                              | Amalia van Brunswijk-Wolfenbüttel (1722-1780)                | Amalia van Brunswijk-Wolfenbüttel (1722-1780)                | Amalia van Brunswijk-Wolfenbüttel (1722-1780)                | Amalia van Brunswijk-Wolfenbüttel (1722-1780)                | Amalia van Brunswijk-Wolfenbüttel (1722-1780)            | Amalia van Brunswijk-Wolfenbüttel (1722-1780)            |                                                          |                                                          |                                                          |                                                          |  |  |  |  |  |  |  |  |  |  |  |  |  |  |  |  |  |  |  |  |  |  |  |  |  |  |  |  |  |  |  |  |  |  |  |  |  |  |  |  |  |  |  |  |  |  |  |  |
|                                                 |                                                 |                                                 |                                                 |                                                 |                                                 |                                            |                                            |                                            |                                            | Willem V van Oranje-Nassau (1748–1806)     | Willem V van Oranje-Nassau (1748–1806)     | Willem V van Oranje-Nassau (1748–1806) | Willem V van Oranje-Nassau (1748–1806) | Willem V van Oranje-Nassau (1748–1806)     | Willem V van Oranje-Nassau (1748–1806)     |                                            |                                            |                                            |                                            |                                              |                                              |                                              |                                              |                                              |                                              |                                      |                                      |                                           |                                           |                                           |                                           |                                           |                                           |                                                      |                                                      |                                                      |                                                      | Wilhelmina van Pruisen (1751-1820)                   | Wilhelmina van Pruisen (1751-1820)                   | Wilhelmina van Pruisen (1751-1820) | Wilhelmina van Pruisen (1751-1820) | Wilhelmina van Pruisen (1751-1820)                           | Wilhelmina van Pruisen (1751-1820)                           |                                                              |                                                              |                                                              |                                                              |                                                          |                                                          |                                                          |                                                          |                                                          |                                                          |  |  |  |  |  |  |  |  |  |  |  |  |  |  |  |  |  |  |  |  |  |  |  |  |  |  |  |  |  |  |  |  |  |  |  |  |  |  |  |  |  |  |  |  |  |  |  |  |
|                                                 |                                                 |                                                 |                                                 |                                                 |                                                 |                                            |                                            |                                            |                                            | Willem V van Oranje-Nassau (1748–1806)     | Willem V van Oranje-Nassau (1748–1806)     | Willem V van Oranje-Nassau (1748–1806) | Willem V van Oranje-Nassau (1748–1806) | Willem V van Oranje-Nassau (1748–1806)     | Willem V van Oranje-Nassau (1748–1806)     |                                            |                                            |                                            |                                            |                                              |                                              |                                              |                                              |                                              |                                              |                                      |                                      |                                           |                                           |                                           |                                           |                                           |                                           |                                                      |                                                      |                                                      |                                                      | Wilhelmina van Pruisen (1751-1820)                   | Wilhelmina van Pruisen (1751-1820)                   | Wilhelmina van Pruisen (1751-1820) | Wilhelmina van Pruisen (1751-1820) | Wilhelmina van Pruisen (1751-1820)                           | Wilhelmina van Pruisen (1751-1820)                           |                                                              |                                                              |                                                              |                                                              |                                                          |                                                          |                                                          |                                                          |                                                          |                                                          |  |  |  |  |  |  |  |  |  |  |  |  |  |  |  |  |  |  |  |  |  |  |  |  |  |  |  |  |  |  |  |  |  |  |  |  |  |  |  |  |  |  |  |  |  |  |  |  |
|                                                 |                                                 |                                                 |                                                 |                                                 |                                                 |                                            |                                            |                                            |                                            |                                            |                                            |                                        |                                        |                                            |                                            |                                            |                                            |                                            |                                            |                                              |                                              |                                              |                                              |                                              |                                              |                                      |                                      |                                           |                                           |                                           |                                           |                                           |                                           |                                                      |                                                      |                                                      |                                                      |                                                      |                                                      |                                    |                                    |                                                              |                                                              |                                                              |                                                              |                                                              |                                                              |                                                          |                                                          |                                                          |                                                          |                                                          |                                                          |  |  |  |  |  |  |  |  |  |  |  |  |  |  |  |  |  |  |  |  |  |  |  |  |  |  |  |  |  |  |  |  |  |  |  |  |  |  |  |  |  |  |  |  |  |  |  |  |
|                                                 |                                                 |                                                 |                                                 |                                                 |                                                 |                                            |                                            |                                            |                                            |                                            |                                            |                                        |                                        |                                            |                                            |                                            |                                            |                                            |                                            |                                              |                                              |                                              |                                              |                                              |                                              |                                      |                                      |                                           |                                           |                                           |                                           |                                           |                                           |                                                      |                                                      |                                                      |                                                      |                                                      |                                                      |                                    |                                    |                                                              |                                                              |                                                              |                                                              |                                                              |                                                              |                                                          |                                                          |                                                          |                                                          |                                                          |                                                          |  |  |  |  |  |  |  |  |  |  |  |  |  |  |  |  |  |  |  |  |  |  |  |  |  |  |  |  |  |  |  |  |  |  |  |  |  |  |  |  |  |  |  |  |  |  |  |  |
|                                                 |                                                 |                                                 |                                                 |                                                 |                                                 |                                            |                                            |                                            |                                            |                                            |                                            |                                        |                                        | Louise van Oranje-Nassau (1770-1819)       | Louise van Oranje-Nassau (1770-1819)       | Louise van Oranje-Nassau (1770-1819)       | Louise van Oranje-Nassau (1770-1819)       | Louise van Oranje-Nassau (1770-1819)       | Louise van Oranje-Nassau (1770-1819)       |                                              |                                              |                                              |                                              | Willem I der Nederlanden (1772–1843)         | Willem I der Nederlanden (1772–1843)         | Willem I der Nederlanden (1772–1843) | Willem I der Nederlanden (1772–1843) | Willem I der Nederlanden (1772–1843)      | Willem I der Nederlanden (1772–1843)      |                                           |                                           |                                           |                                           | Willem George Frederik van Oranje-Nassau (1774-1799) | Willem George Frederik van Oranje-Nassau (1774-1799) | Willem George Frederik van Oranje-Nassau (1774-1799) | Willem George Frederik van Oranje-Nassau (1774-1799) | Willem George Frederik van Oranje-Nassau (1774-1799) | Willem George Frederik van Oranje-Nassau (1774-1799) |                                    |                                    |                                                              |                                                              |                                                              |                                                              |                                                              |                                                              |                                                          |                                                          |                                                          |                                                          |                                                          |                                                          |  |  |  |  |  |  |  |  |  |  |  |  |  |  |  |  |  |  |  |  |  |  |  |  |  |  |  |  |  |  |  |  |  |  |  |  |  |  |  |  |  |  |  |  |  |  |  |  |

## Trivia
- In 1830 had Willem I een hoogoplopende ruzie met pauselijke gezant Francesco Capaccini, waarbij hij zichzelf koppiger dan de gezant noemde omdat hij een Fries was.
- Ten tijde van de Belgische afscheiding hadden de Zuid-Nederlanders een rijmpje: Wij willen Willem weg; wilde Willem wijzer wezen, willen wij Willem weer.
- In september 2018 gaf Luxemburg een herdenkingsmunt van 2 euro uit ter gelegenheid van de 175e sterfdag van Willem I.